# El último encuentro
El último encuentro es una película argentina estrenada el 25 de mayo de 1938 en blanco y negro, protagonizada Amanda Ledesma, Florén Delbene y Marcos Caplán; dirigida por Luis José Moglia Barth, y guion de Augusto César Vatteone (con la adaptación del director).

## Sinopsis
Un delincuente luego de asaltar un banco, conoce fortuitamente a una aristócrata que pide monedas para un asilo de ancianos, y se enamoran a pesar de pertenecer a dos mundos diferentes.

## Reparto
- Amanda Ledesma…Marta Zapiola
- Florén Delbene…Carlos Martínez
- Marcos Caplán…Cortafierro
- Samuel Giménez …Comisario
- Choly Mur…Zulema
- José Ruzzo
- Haydée Bozán …Mujer de Cortafierro
- Ernesto Villegas …Delincuente
- Salvador Sinaí
- Pedro Fiorito
- Pablo Cumo
- Darío Cossier
- Elvino Vardaro
- Warly Ceriani

## Producción
La productora Argentina Sono Film tenía sus propios estudios en plena construcción por lo cual para filmar esta película alquiló los estudios Fasam de la calle Pavón –de Buenos Aires- donde posteriormente funcionó el Canal 11 de televisión.

## Crítica
- Manrupe y Portela opinan que es "un policial de asunto común, con algunas escenas de acción y un final trágico diferente a lo usual en esos tiempos".[3]

- Claudio España escribió que el filme era "un policial sin demasiadas pretensiones, con personajes del hampa disfrazados de buenos, colaborando en colectas de beneficencia con gente de la sociedad y con un final trágico –poco habitual entonces- en que el pistolero se redime ante el amor por no mentir, y no ante la sociedad que lo busca para cobrarse una deuda" y agrega que si se lo revisara probablemente podría ser colocado en alguna lista de films "malditos"[2]